# Programa de Universalización de la Identidad Civil en las Américas
El Programa de Universalización de la Identidad Civil en las Américas (PUICA), creado en 2007, es el área dedicada a Identidad Civil de la 
Organización de los Estados Americanos (OEA). Pertenece al Departamento para la Gestión Pública Efectiva dentro de la Secretaría de Asuntos Políticos.
El PUICA apoya a los Estados miembros de la OEA en la erradicación del subregistro para asegurar el reconocimiento del derecho a la identidad civil de todas las personas en la Región. 

## Objetivos

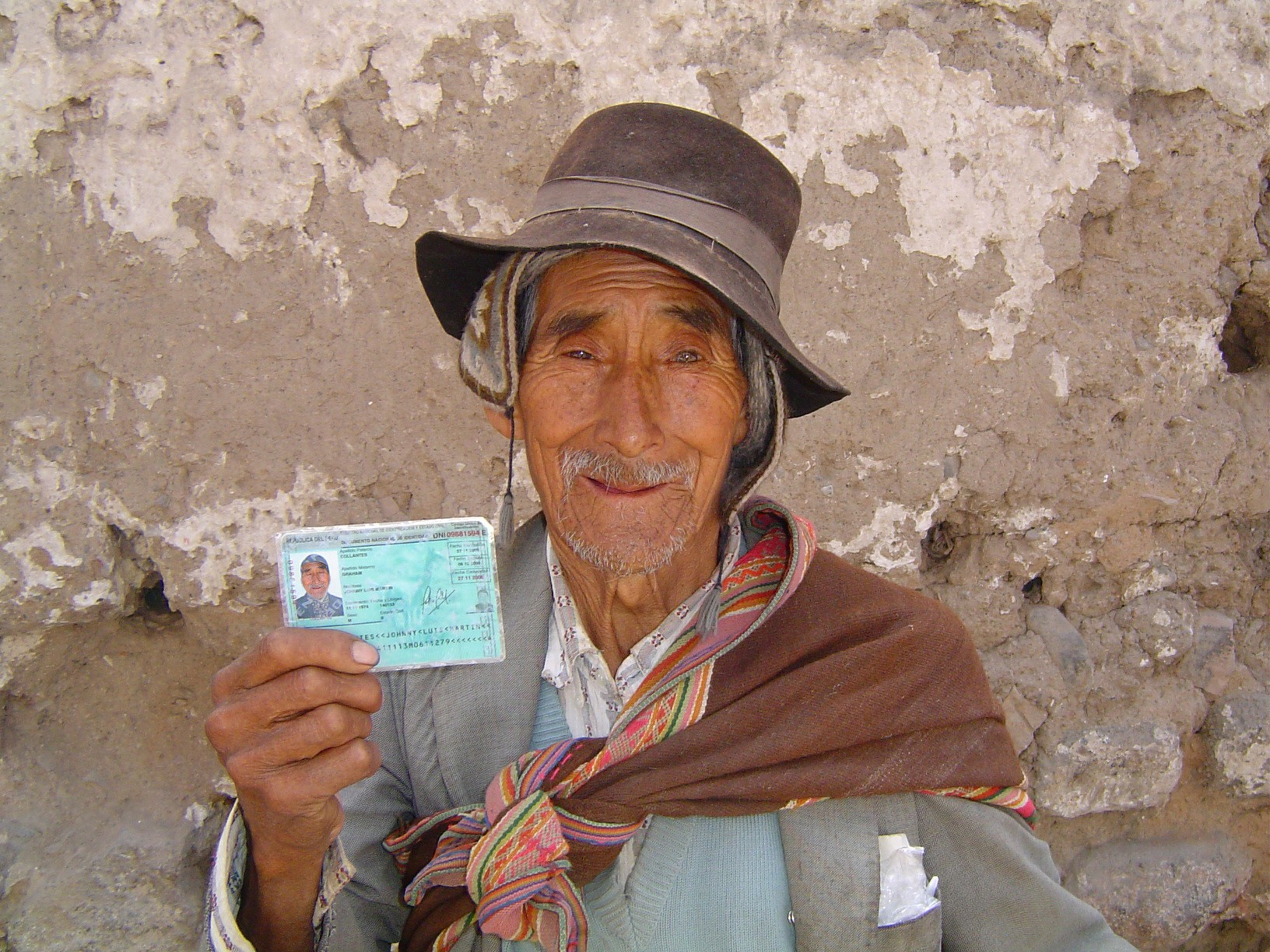
Ciudadano peruano mostrando su documento de identidad

Toda la actividad del PUICA está orientada a cumplir los cinco objetivos establecidos por el Programa Interamericano para el Registro Civil Universal y el Derecho a la Identidad:
- Universalización y accesibilidad del registro civil y el derecho a la identidad
- Fortalecimiento de las políticas, las instituciones públicas y la legislación de los países
- Participación ciudadana y sensibilización
- Identificación de mejores prácticas
- Promover la cooperación internacional y regional

### Universalizar y mejorar el acceso al registro civil
Actualmente, un 10% de los niños que nacen en América Latina y Caribe no existen oficialmente pues su nacimiento no se registra. Esto significa que los Estados no tienen constancia de su existencia, y que por tanto esos niños van a quedar desprotegidos frente a diversas violaciones así como también quedarán al margen de los servicios básicos. En cuanto a la población adulta, no hay datos certeros acerca del número de personas que nunca fueron registradas, variando los porcentajes de manera significativa entre los países, y también entre las diferentes áreas dentro de los países. Sobre lo que sí hay certeza es que la pobreza es un factor constante cuando hay subregistro, y que este afecta principalmente a las poblaciones más vulnerables.
Para paliar esta situación, el PUICA tiene entre sus prioridades la reducción de la tasa de subregistro y la eliminación de barreras hacia el registro efectivo, poniendo énfasis en aquellas áreas con población en situación de pobreza y vulnerabilidad. 
Los trabajos del PUICA en este aspecto se centran en las siguientes estrategias:
- Ejecución de campañas de registro móviles, llevando el registro a lugares inaccesibles.
- Implementación de sistemas de registro de nacimiento en hospitales.
- Recuperación de registros destruidos.

### Fortalecer las políticas, las instituciones públicas y la legislación de los países relativas al registro civil
A través del fortalecimiento institucional, la generación de inercias positivas en las instituciones registrales nacionales y la mejora de la técnica legislativa, el PUICA pretende que los resultados conseguidos gracias a la intervención permanezcan en el tiempo y así lograr que los progresos sean permanentes.
Las estrategias que el Programa ha desarrollado para lograr esta sostenibilidad son las siguientes:
- Actividades de capacitación de los funcionarios, autoridades registrales y líderes de las comunidades.
- Implementación de tecnologías y sistemas informáticos en operaciones de registro civil.
- Sistematización de las intervenciones para su posterior replicación.
- Desarrollo de marcos legales para los procesos de modernización.
- Fortalecimiento de la seguridad de los registros y de los sistemas de comunicación entre sus unidades.
- Integración del registro civil con otras entidades del Estado y programas sociales.

### Incrementar la participación ciudadana y la sensibilización

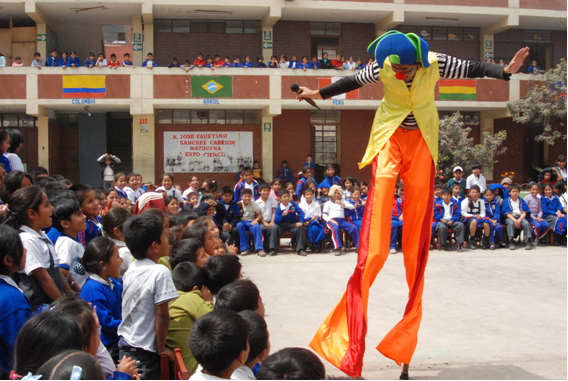
Obra de teatro en un colegio para explicar a los niños la importancia de estar registrado

La participación de las comunidades atendidas en el diseño y ejecución de los proyectos es un elemento definidor de la estrategia del PUICA. Esta participación tiene lugar tanto en la fase previa de diseño como en la posterior de coordinación y promoción de las campañas.
Por otra parte, la toma de conciencia por parte de la población y de las instituciones acerca de la importancia del derecho a la identidad es básica para la eliminación del subregistro. De ahí que para el PUICA la sensibilización sea un componente muy importante de su estrategia, y lo incorpora a las campañas a través de talleres de sensibilización en centros escolares y de salud.

### Identificación y difusión de mejores prácticas
Las instituciones registrales nacionales, en sus esfuerzos por avanzar en el acceso al registro civil, están continuamente generando prácticas que están produciendo resultados positivos. En este aspecto, la labor que el PUICA desarrolla es la de identificar esas prácticas y brindar un espacio para su difusión e intercambio. Además, se está colaborando con el CLARCIEV (Consejo Latinoamericano de Registro Civiles, Identificación y Estadísticas Vitales), que es la entidad que reúne a las instituciones de registro civil en la región, permitiendo de esta manera la transferencia de conocimientos entre las instituciones registrales de la Región. Desde el año 2009 el PUICA ejerce como Secretaría Ejecutiva del CLARCIEV, además de gestionar el portal de Internet de dicha institución.
En 2010, el PUICA publicó el “Manual de Prácticas Exitosas para el Registro Civil”, conteniendo una metodología para la identificación de esas buenas prácticas y la descripción de esas buenas prácticas identificadas en México, Perú y Colombia.

### Promover la cooperación internacional y regional
Un elemento fundamental en la estrategia del PUICA es la promoción de alianzas tanto entre los distintos países de la Región y como entre los actores locales e internacionales de la cooperación. Con este objetivo:
- Previo a la ejecución de un proyecto, se mapean las instituciones representativas de la localidad, con el objetivo de incorporarlas al diseño y ejecución
- Se realizan acuerdos con otras agencias internacionales de cooperación, como el que se realizó con UNICEF y el Banco Interamericano de Desarrollo
- Se promueven las alianzas interinstitucionales en los proyectos de fortalecimiento de registros civiles, apoyando la participación de la sociedad civil

## Países
El PUICA ha trabajado en distintos países de Latinoamérica y El Caribe:

### Bolivia
Campañas móviles de registro y sensibilización
A través de campañas móviles de registro y sensibilización en las regiones de Yungas y Manco Kapac y en colaboración con la Dirección Nacional de Registro Civil de Bolivia, se ha logrado hacer efectivo el derecho a la identidad para más de 15.000 personas, mayoritariamente indígenas.
Para el año 2011 se espera que cerca de 6.000 personas resulten beneficiadas de este sistema de inscripción móvil en las zonas rurales de Beni, Chuquisaca y Potosí.
Ambas intervenciones se han financiado a través de la Agencia Española de Cooperación Internacional para el Desarrollo.

### El Salvador
Fortalecimiento del Sistema de Registro Hospitalario 

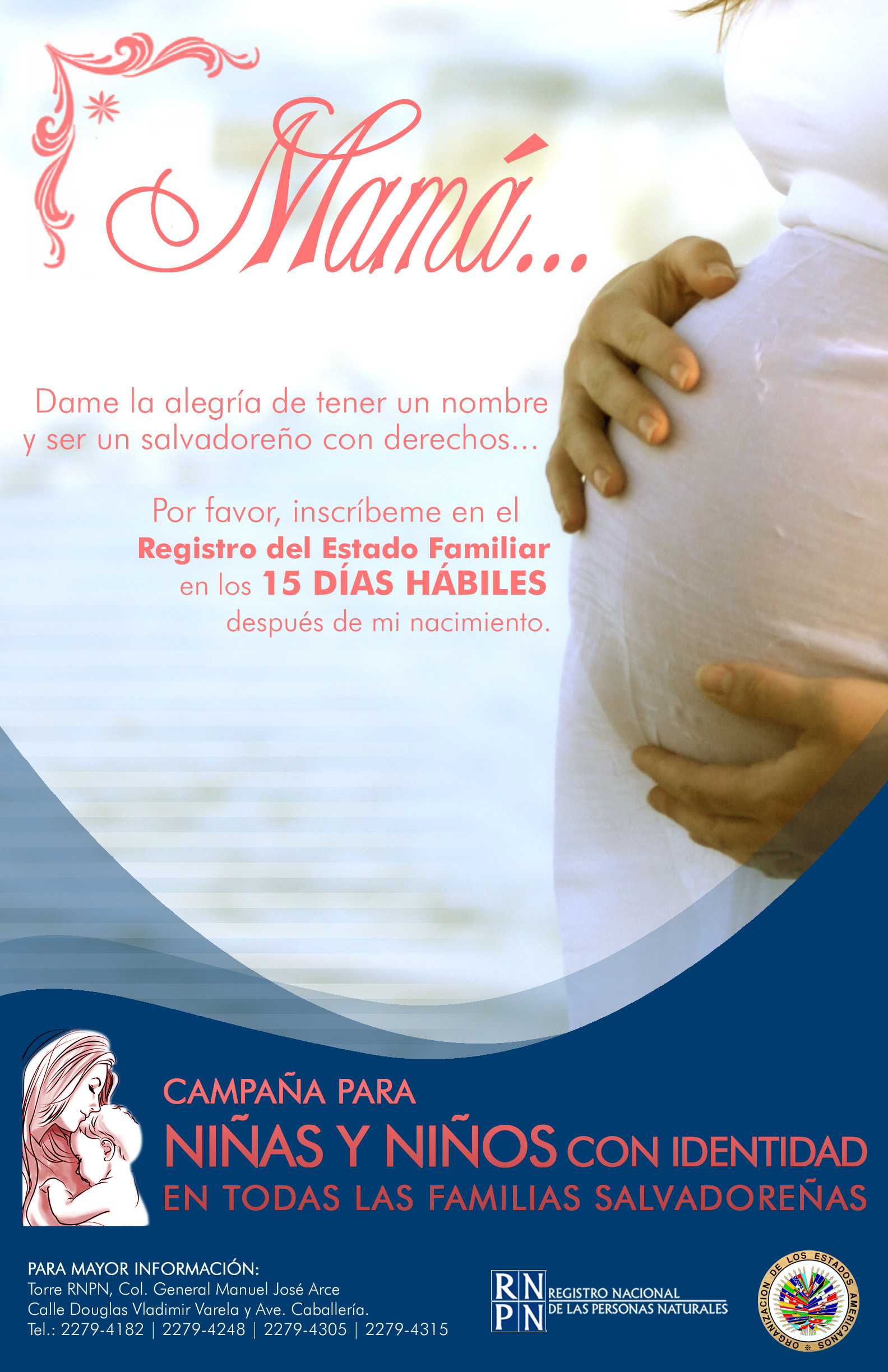
Afiche en el Hospital de Sonsonate promoviendo el registro de los bebés al nacer

En apoyo al Registro Nacional de las Personas Naturales se ha implementado un sistema de registro hospitalario en el Hospital Nacional de Sonsonate, permitiendo que desde el inicio del sistema, en 2009, se haya logrado ofrecer un registro de nacimiento a más de 11.000 recién nacidos. Este sistema de registro hospitalario se ha extendido al Hospital de Ahuachapán, y actualmente se está extendiendo a dos hospitales más, el de San Miguel y el de San Rafael.
La intervención en El Salvador fue financiada con fondos de la cooperación española (AECID).

### Guatemala
Campañas móviles de registro y sensibilización. Fortalecimiento institucional. Auditoría de procesos. Sistema hospitalario
Trabajando conjuntamente con el Registro Nacional de las Personas, se han realizado varias campañas de registro y sensibilización en diferentes zonas del país, como Chichicastenango, San Pedro Sacatepéquez, San Juan Sacatepequez, San Raimundo y Huehuetenango. Mediante la capacitación y colaboración de los líderes comunitarios se logró registrar a más de 3.000 personas por primera vez, en su mayoría indígenas.
Asimismo, en 2010 y a solicitud del gobierno de Guatemala, el PUICA auditó los procesos del Registro Nacional de Personas y está acompañando a la institución en la implementación de las recomendaciones.
Durante el 2011 se han instalado oficinas auxiliares de registro en 5 hospitales del país; Roosevelt, Quetzaltenango, Escuintla, Chimaltenango y Zacapa lo que va a facilitar el registro de niños recién nacidos. Dicha instalación ha venido acompañada de una labor de sensibilización sobre la importancia del registro dirigida no sólo a los padres sino también al personal médico.
Al igual que las intervenciones en Bolivia y El Salvador, los proyectos ejecutados en Guatemala fueron financiados por la Agencia de Cooperación Española.

### Haití

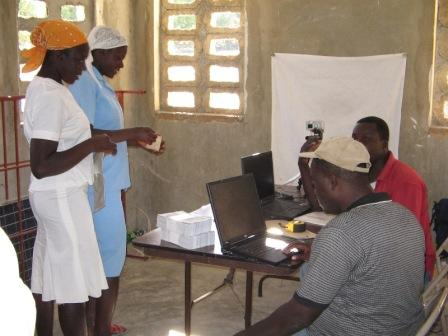
Campaña de inscripción en Haití

Modernización e integración del registro civil
En Haití, más de 4.8 millones de haitianos tienen ahora identidad como resultado de campañas móviles de registro. A su vez, se ha capacitado al personal de la Oficina Nacional de Identificación, equipando a la institución con la tecnología e infraestructura necesaria, permitiendo la apertura de 141 oficinas de identificación. Por otro lado, en apoyo al Archivo Nacional, se han digitalizado más de 8 millones de registros históricos en una base de datos electrónica. Asimismo, el PUICA acompañó a la Oficina Nacional de Identificación en el proceso de preparación para las elecciones presidenciales de 2011, apoyando la reemisión de Documentos de Identidad perdidos, la emisión de nuevos documentos y el reparto de los mismos.
Estos proyectos se están ejecutando gracias al apoyo financiero de la cooperación canadiense (CIDA).

### México
Promoción de la Identidad Civil. Intercambio de Buenas Prácticas. Sensibilización
En México, la estrategia se ha basado en la cooperación con el Registro Nacional de Población e Identificación Personal para la promoción de la identidad civil a nivel nacional. Con ese objetivo ser celebró un Simposio Internacional para la medición del subregistro de nacimiento, se realizó un taller de buenas prácticas en tecnologías aplicadas al registro civil, además de varias campañas de sensibilización para promover la importancia de la identidad civil.
Los fondos de la cooperación canadiense han permitido la viabilidad financiera de estos proyectos.

### Paraguay

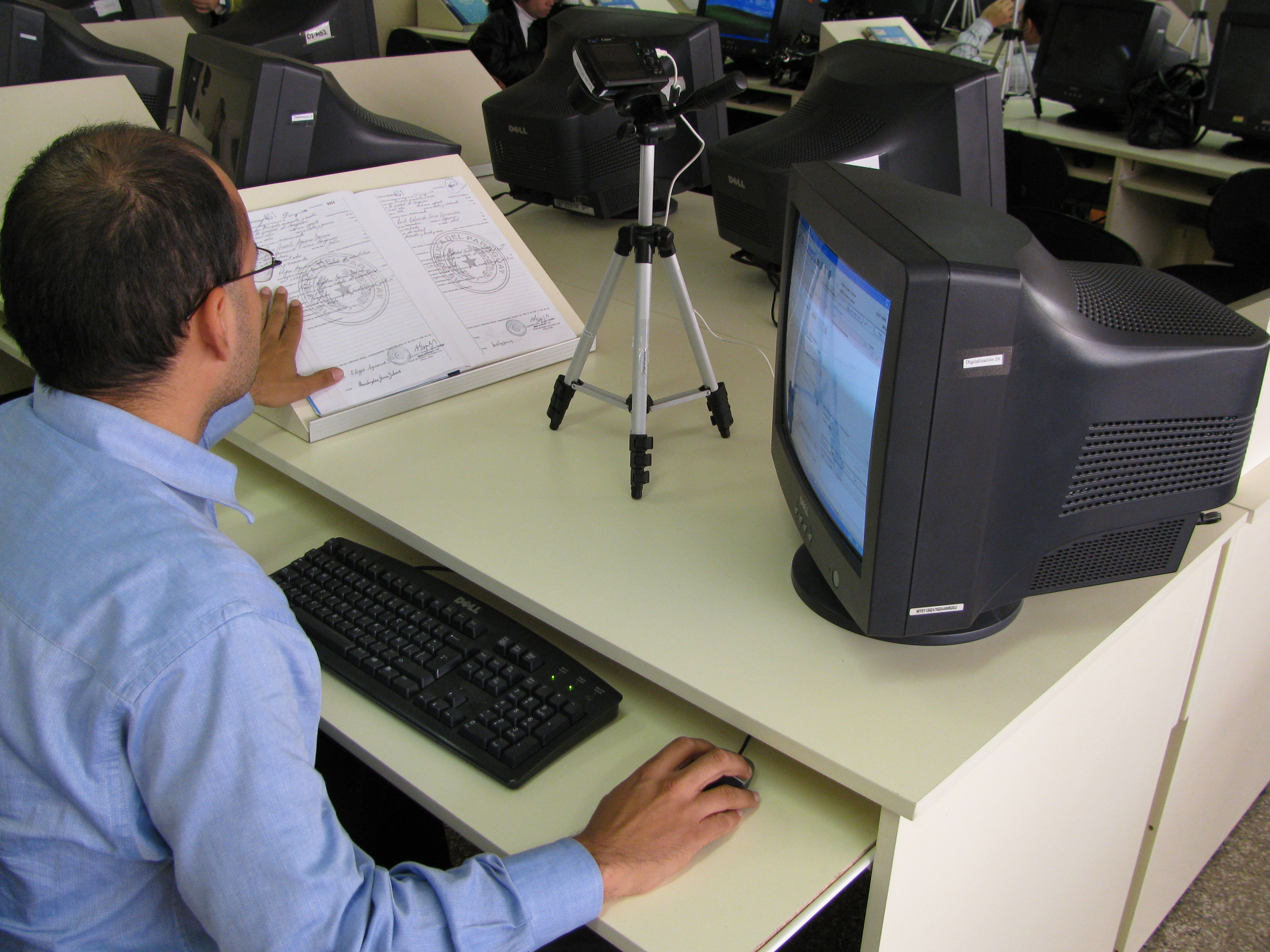
Digitalización de actas de nacimiento para incorporarlas a una base de datos digital. Paraguay

Modernización del Registro del Estado Civil. Digitalización de Actas Históricas. Campañas de Registro
Gracias a la adquisición de equipo técnico y a la capacitación del personal de la institución registral, se están digitalizando millones de actas por parte del propio personal del registro, lo que facilitará la interconexión del registro con otras entidades públicas, como hospitales y permitirá la sostenibilidad del proyecto. A su vez, se va a apoyar al Registro del Estado Civil para la realización de campañas móviles de registro y sensibilización en comunidades indígenas.
La intervención en Paraguay ha sido financiada por la Agencia Canadiense para el Desarrollo Internacional.

### Perú
Campañas móviles de registro y sensibilización. Reconstrucción de registros destruidos
A través del sistema de campañas móviles y de campañas de sensibilización, en Perú se ha registrado a más de 15.000 personas. Las intervenciones se realizaron en Huaycán, San Juan de Lurigancho y en Huancavelica. Asimismo, en esta última localidad se reconstruyeron los registros destruidos por el conflicto armado con Sendero Luminoso.
Estos proyectos han sido financiados con ayuda de España, EE. UU. e Italia.

### El Caribe. Antigua y Barbuda, Dominica, Grenada, St. Kitts y Nevis, Saint Lucia y St Vicent
Modernización de registros civiles. Digitalización de registros
El objetivo en esta área de la Región es la consolidación de las bases de datos electrónicas de registro civil a través de la digitalización de los registros históricos.
La agencia de cooperación canadiense financia la ejecución de este proyecto, junto con fondos provenientes de EE. UU. y Chile.